# The Love of Siam

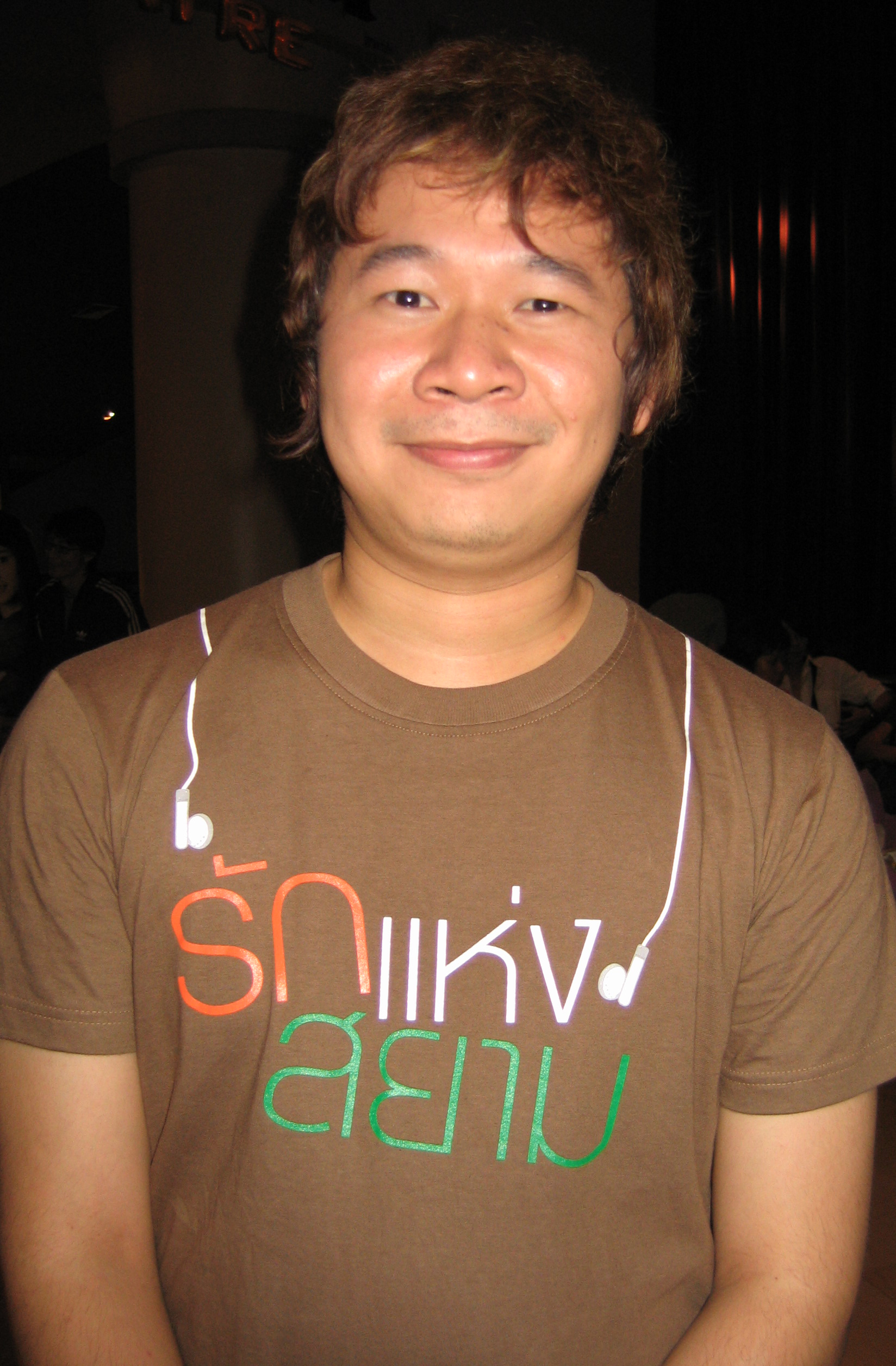
Chookiat Sakveerakul, director de la película.

The Love of Siam (en tailandés รัก แห่ง สยาม - Rak Haeng Sayam) es una película tailandesa de género drama romántico escrita y dirigida por Chookiat Sakveerakul. Se trata de un drama familiar en la que el elemento central es un romance gay entre dos adolescentes, abordado de forma natural y sin estereotipos, cuestión no destacada en la promoción de la película.

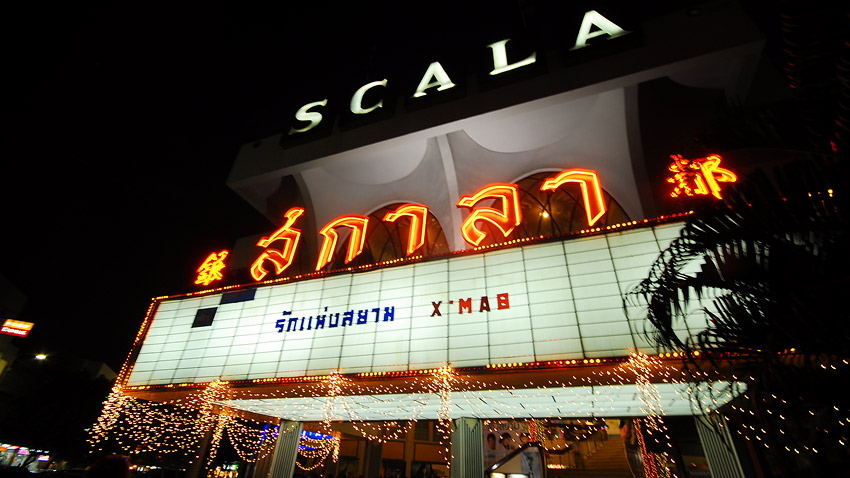
El Teatro Scala (Siam Square, Bangkok) durante la proyección de la película.

La película se estrenó en Tailandia el 22 de noviembre de 2007 y, a lo largo del mismo año, en países como Filipinas, Estados Unidos, Japón y Singapur. Fue recibida con elogios de la crítica y resultó un éxito comercial. Recibió varias nominaciones en los Premios de la Asociación Nacional de Cine de Tailandia de 2008 alzándose con los premios a mejor película, mejor director y mejor actriz de reparto.

## Argumento
Mew, un terco niño de diez años, es vecino de Tong, quien vive con sus padres y su hermana. Después de escupir accidentalmente goma de mascar en el cabello de Mew, Tong busca hacerse su amigo para remendar el incidente. En la escuela, Mew es acosado por otros compañeros hasta que Tong aparece para ayudarle, resultando herido un ojo. Como resultado, obtiene el agradecimiento de Mew y desde ese momento ambos se convierten en amigos. Mew, quien vive con su abuela, suele tocar junto a ella un antiguo piano familiar. Cuando Mew le pregunta a la mujer por qué le gusta tanto una canción en particular, esta responde que porque su abuelo solía tocársela; forma que él tenía de expresar su amor por ella y de mostrarle que la extrañaba cuando llegaba a la casa y no había nadie. La abuela le explica a Mew que algún día él, a través de la música, podrá mostrar sus sentimientos a los demás de la misma manera que su abuelo lo hacía con ella.
La familia de Tong, cristianos devotos, realiza un viaje a Chiang Mai y al regresar dejan allí a Tang, la hermana de Tong, quien convenció a sus padres de prolongar su estancia allí unos días más con sus amigas. Durante esas vacaciones Tong decide comprar un muñeco de madera para Mew. Para hacer un juego del estilo "la caza del tesoro", una vieja tradición familiar, decide dividirlo en piezas y esconderlas en sitios diferentes que Mew debe encontra. Una tras otra Mew encuentra todas las piezas excepto una que está escondida en un árbol. El árbol fue talado antes de que Mew pudiera encontrarla, por lo que el regalo queda incompleto. Tong se siente decepcionado por su mala suerte, pero Mew se muestra agradecido por sus esfuerzos.
Tang se comunica con sus padres para decirles que su estancia en Chiang Mai se alargará unos días más hasta el 24 de diciembre. Tong se percata que su hermana no asistirá a la obra de Navidad en la que participará. El día de la función, después de la obra, Tong recibe una llamada de sus padres diciendo que se quede en casa de Mew y su abuela. Al día siguiente Korn, su padre, le informa que su hermana, tras una excursión con sus amigas a la montaña Kun Yuam se ha extraviado, posiblemente al haberse alejado del grupo. Tong, apenado, le confiesa a Mew que su hermana quizá no regrese, dado que selva es muy extensa, pero no pierde la esperanza de volverla a ver. Transcurrido un tiempo, sin noticias de su hermana, la familia de Tong decide mudarse. Tong le cuenta la decisión a Mew mientras ambos están en la cornisa de un muelle. Mew le inquiere si no van a seguir esperando a Tang. Finalmente Tong se despide y se marcha en el coche con sus padres. Mew, corriendo detrás, llora la partida de su amigo.
Cinco años más tarde Mew y Tong ya son estudiantes de instituto y, por casualidad, se reencuentran. Mew ha desarrollado un gran talento musical y ha formado su propia banda llamada The August Band. Tong, en ese tiempo, ha formado una relación sentimental con una chica llamada Donut. Durante el encuentro afloran los viejos sentimientos amorosos que Mew ha albergado desde su infancia por Tong. Mew, al mismo tiempo, es objeto amoroso de su vecina Ying. Pero Mew, movido por esos fuertes sentimientos hacia Tong, comienza a componer canciones amorosas basadas en el joven. Su mánager, al igual que el resto de la banda, quedan impresionados por sus nuevas creaciones.
La banda de Mew decide incorporar a June como nueva mánager. La joven tiene un aspecto exactamente igual que el de Tang, la desaparecida hermana de Tong. Después de conocer a June, Tong y su madre, Sunee, la convencen para que finja ser Tang. Con ello albergan la esperanza de que el padre de Tong, sumergido en el alcoholismo y la depresión desde la desaparición de su hija, reaccione. Para hacer creíble la historia deciden adoptar el argumento de una película tailandesa, Ruk Jung, afirmando que la joven padece amnesia lo cual explica las incongruencias como que olvide la oración de gracias antes de la cena. Posteriormente Sunee y Korn organizan en casa una fiesta de bienvenida para Tang. En la misma Mew interpreta una nueva canción donde muestra claramente sus sentimientos amorosos por Tong. Terminado el festejo, sentados solos en una mesa en el jardín, Tong le dice que la canción es muy bonita y Mew le pregunta su opinión. Tong lo besa mostrándole sus sentimientos mientras, en la lejanía, su madre Sunee presencia atónita la escena.
Tras saber que su hijo siente algo más que una amistad con Mew, esta decide visitarle y pedirle que no siga con el creyendo que será más feliz si dejan de verse. Mientras hablan, Ying, una de sus amigas y quien iba a darle un regalo a Mew, escucha toda la conversación. Finalmente, Mew, decide dejar de ver a Tong, con la idea de que, aunque le quiera, es lo mejor para él. Sunee confiesa a su hijo que ha hablado con Mew y que sabía lo que estaba pasando entre ambos. Tong acude a la casa de Mew para hablar con él pero no obtiene respuestas. Después se junta con sus amigos entre los que se encuentra Ying. Ellos saben que algo ocurre y le llegan a preguntar si es gay. Él se enfada y se marcha siendo seguido por Ying pero el joven, enfadado, la acusa de revelar a su madre el vínculo que tenía con Mew.
En Navidadl Sunee le pide a Tong que le ayude a decorar el árbol. Él toma dos muñecos, un niño vestido de Santa Claus y de una niña de cabellos naranja, y le pregunta a su madre de que manera colocarlos porque no estaba seguro de cómo hacerlo. Sunee coge las figuras y le dice que elija lo que sea mejor para él. Tong toma el adorno del niño y lo coloca en el árbol. Él se alegra y su madre, contenta y conmovida, sonríe por su elección. Tong se encierra en su habitación, recibe un mensaje de Donut y acude a la plaza de Siam para tener una cita con ella. La banda de Mew está tocando en los alrededores, así que Tong deja a Donut y le dice que lo lamenta pero que no puede seguir saliendo con ella. A continuación, sale corriendo para encontrarse con Mew y es guiado por Ying que acepta el hecho de que Mew quiere a Tong y no a ella. Durante el encuentro, Tong le entrega a Mew un regalo: la nariz que faltaba en el juguete de madera incompleto que le regaló de pequeño. Sin embargo Tong le dice a Mew que, aunque le quiere, no puede ser su novio. En la última escena Mew, agradecido, coloca la nariz en el muñeco incompleto mientras llora silenciosamente.

## Reparto
- Witwisit Hiranyawongkul como Mew.
- Mario Maurer como Tong.
- Kanya Rattanapetch como Ying.
- Aticha Pongsilpipat Donut.
- Chermarn Boonyasak como Tang/June.
- Sinjai Plengpanich como Sunee, madre de Tong.
- Songsit Rungnopakunsri como Korn, padre de Tong.

## Recepción
La película obtuvo una positiva reacción entre la audiencia y se convirtió en un fenómeno cultural y comercial en Tailandia. Su director, Sakveerakul, destacó durante la promoción y posteriormente el mensaje de tolerancia sobre el amor que sienten sus protagonistas.

“(el objetivo era) contar una historia honesta. Es debido a que es una historia real por lo que a la gente le gusta la película. Ambas audiencias, tanto la homosexual como la heterosexual, pueden disfrutar del filme. Después de todo, el amor es universal”
Chookiat Sakveerakul 

The Love of Siam obtiene reacciones positivas en los portales de información cinematográfica. En IMDb, con 3.504 puntuaciones, obtiene una valoración de 7,9 sobre 10.

"Vi esta película el día de su estreno en Bangkok. No creí que se convertiría en una buena película como esta. La anunciaron como cualquier historia de amor adolescente normal pero no es del todo cierto. Pasé 2 horas y media en la película y nunca me aburrí. También me sorprendió que sus responsables tuvieran el coraje de presentar una historia de amor diferente en el actual mercado cinematográfico de Tailandia. También hacía mucho que no veía esta reacción de la audiencia en el cine. (...) Para mi es la mejor película tailandesa de género "coming-of-age" de la década. ¡¡¡Brillante!!!"
Chris Thomya 

En FilmAffinity con 144 votos la película obtiene 6,7 sobre 10.

"Interesante aunque no una gran película. El guión es sólido y la película mantiene el interés de las tramas principal y secundarias. De todas formas en ocasiones las tramas secundarias ganan en interés y los personajes secundarios eclipsan a los protagonistas. En ciertos momentos la película resulta algo naif e incluso hortera y la banda sonora no termina de encajar y aunque la película puede no merecer una gran atención creo que dependiendo de la evolución del director se podrían esperar grandes cosas de él."
Iker 

En Rotten Tomatoes con 1.752 valoraciones de sus usuarios, obtiene una calificación de 87 sobre 100.

"Nunca pensé que un "amor gay" pudiera ser tan puro e inocente. Cada momento fue cautivador y desgarrador. La historia no era una obra maestra y la película en sí no lo es. Me sorprendió que esta fuera la seleccionada para los Óscars por Tailandia. Sin embargo los actores fueron realmente buenos y actuaron de forma muy natural. Cada lágrima, cada sonrisa, cada sentimiento parece tan real. Me encantó cómo sucede todo. Encuentro todo muy realista. (...) Verás esto no es tan bueno para ser considerado una obra maestra. Sin embargo es muy hermoso y conmovedor. Las emociones son abrumadoras. Del tipo que van penetrando lentamente en tu alma."
Maymay Asahan 